# 野田八幡宮
野田八幡宮（のだはちまんぐう）は、愛知県刈谷市野田町にある神社。旧社格は郷社。

## 概要
JR東海道本線 野田新町駅から南に700メートル、野田町のほぼ中央部にある小高い台地の上にある。現在の刈谷市域では市原稲荷神社と並んでもっとも社格の高い神社であり、現在は末社が23社ある。祭日は秋祭が10月15日、新嘗祭が11月15日、祈年祭が3月15日、末社祭が5月15日。

## 祭神
- 八幡大神（応神天皇）
- 大郎子命
- 物部祖神

## 歴史
創建は文武天皇の治世の白鳳5年（676年）とされる。参河国神名帳には「正四位下 伊麻留明神 坐碧海郡」（いまるみょうじん）として掲載されている。中世の境内は今留の森（いまるのもり）と呼ばれ、シイの巨木が茂る鬱蒼とした森だった。後伏見天皇の治世の正安2年（1300年）に社殿を大改修している。
江戸時代から当地の藩主の信仰の対象であり、刈谷藩時代には市原稲荷神社（現在の刈谷市司町）・知立神社（現在の知立市西町）と並んで「刈谷藩領内三社」と位置づけられていた。福島藩の時代には福島藩領の三河国における総氏神として敬われた。明治初年の寺院調査によると、かつて境内の西側には大徳寺があり、今でも野御堂（ののみどう）の地名が残っている。1872年（明治5年）には近代社格制度によって郷社の社格となった。1884年（明治17年）には拝殿が、1938年（昭和13年）には本殿が改修された。

## 境内

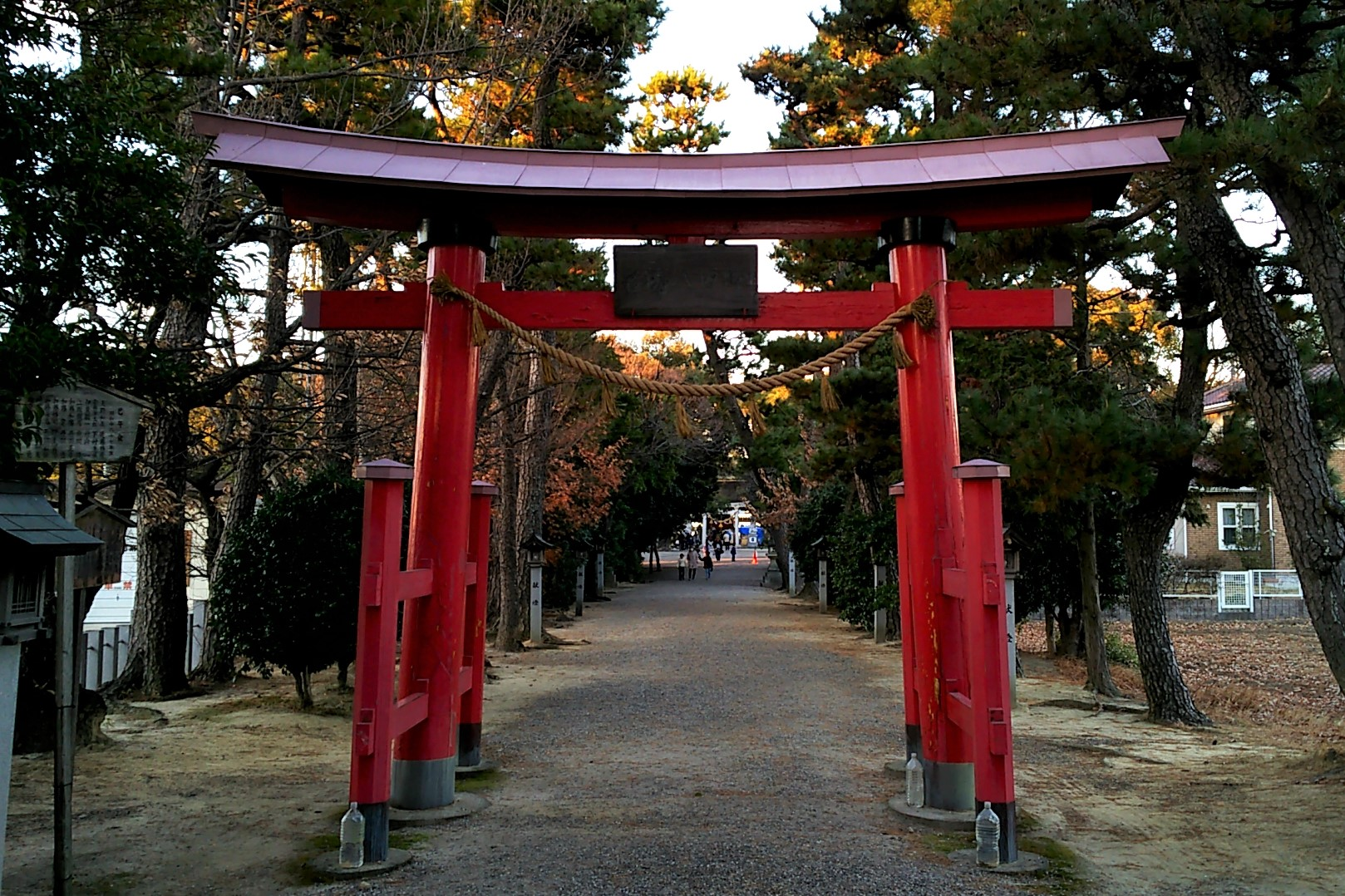
赤鳥居

境内の面積は3,200坪（約1.1ヘクタール）。南側の参道入口から境内までは200メートルあり、一の鳥居と二の鳥居（赤鳥居）という2基の鳥居をくぐる。境内中央には推定樹齢300年のクロガネモチの神木があり、また刈谷市内最大のイチイガシの神木、刈谷市内最大で推定樹齢250年のタブノキもある。拝殿は檜皮葺の屋根を持つ。
刈谷藩の初代藩主である水野勝成が奉納した「総髪兜」、三浦義理が奉納した額、福島藩の第10代藩主である板倉勝顕が奉納した灯籠などを所有している。「総髪兜」は関ヶ原の戦いの戦勝祈願の品である。

### 境内末社
- 御子神社
- 石余社
- 水神社
- 風神社
- 倉穂姫社
- 神明社（二社）
- 県木大明神
- 稲荷社（二社）
- 山神社
- 豊受大神
- 秋葉社（三社）
- 白山社
- 津島社
- 金毘羅社

### 野田史料館
1979年（昭和54年）8月には野田八幡宮の境内に史料館の建設に着工し、1980年（昭和55年）4月には竣工。1981年（昭和56年）3月21日、古文書などの歴史的史料を保管するための野田史料館が開館した。野田地区の全戸の寄付金によりすべての建築費をまかなった史料館であり、自治体からの補助などを受けていない。総事業費は3,000万円、寄付者総数は3,100戸に達している。江戸時代から明治時代にかけての野田村の古文書を中心に、野田八幡宮に伝わる刀剣類、甲冑類など、約5,000点を保管している。水野勝成が奉納した「総髪兜」、棟札、野田八幡宮絵馬群などを所蔵しており、いずれも刈谷市指定有形民俗文化財となっている。毎月第1日曜日、毎月15日、毎月第4土曜日の午前中に開館している。

## 文化財

##### 刈谷市指定文化財
- 神代小町絵巻　刈谷市歴史博物館寄託
- 鉄錆地塗紺糸縅塗込仏胴具足・尉頭形兜（伝水野勝成奉納）　刈谷市歴史博物館寄託
- 棟札2枚
- 絵馬群

## 野田雨乞笠踊り
毎年8月下旬に行われる野田雨乞笠おどりは雨乞いの行事である。神前に神酒と灯明を供え、二人一組の踊り手が唄と太鼓に合わせて踊る。
正徳2年（1712年）に野田八幡宮境内で雨乞いを行ったところ効果があったため、お礼として笠踊りを踊ったのがきっかけである。以後は干ばつのたびに笠踊りを行い、1942年（昭和17年）を最後に途絶えていたが、刈谷市の市制30周年を機に1979年（昭和54年）に再開された。1980年（昭和55年）には雨乞笠踊り保存会が結成され、毎年8月に大会を行っている。野田雨乞笠踊りは1984年（昭和59年）に刈谷市指定無形民俗文化財に指定された。

## 現地情報

### 所在地
- 愛知県刈谷市野田町東屋敷62

### 交通アクセス
- 鉄道：JR東海道本線 野田新町駅から徒歩。